# Действие на група
Действието на група върху множество от обекти позволява да се изучават техните симетрии с помощта на апарата на теорията на групите.

## Действие отляво
Казваме, че |групата  {\displaystyle G} действа отляво на множеството {\displaystyle M}
ако е зададен хомоморфизъм хомоморфизъм {\displaystyle \Phi \colon G\to S(M)} от групата {\displaystyle G} в
симетричната група {\displaystyle S(M)} на множеството {\displaystyle M}.
За краткост {\displaystyle (\Phi (g))(m)} се записва като {\displaystyle gm}, {\displaystyle g\cdot m} или {\displaystyle g.m}.
Елементите на групата {\displaystyle G} се наричат, в този случай, преобразувания а самата група {\displaystyle G} – група от преобразувания на множеството {\displaystyle M}.
С други думи, групата {\displaystyle G} действа на множеството {\displaystyle M}, ако е дадено изображение
{\displaystyle G\times M\to M}, което се означава с {\displaystyle (g,m)=gm}, такова, че:
1. {\displaystyle em=m}, където {\displaystyle e} е неутралният елемент на групата {\displaystyle G} а {\displaystyle m} е произволен елемент от {\displaystyle M}
2. {\displaystyle (gh)m=g(hm)} за всички {\displaystyle g,\;h\in G} и {\displaystyle m\in M}.